# Megachile tetrazona
Megachile tetrazona är en biart som beskrevs av Heinrich Friese 1908. Megachile tetrazona ingår i släktet tapetserarbin, och familjen buksamlarbin. Inga underarter finns listade i Catalogue of Life.